# 井荻町水道

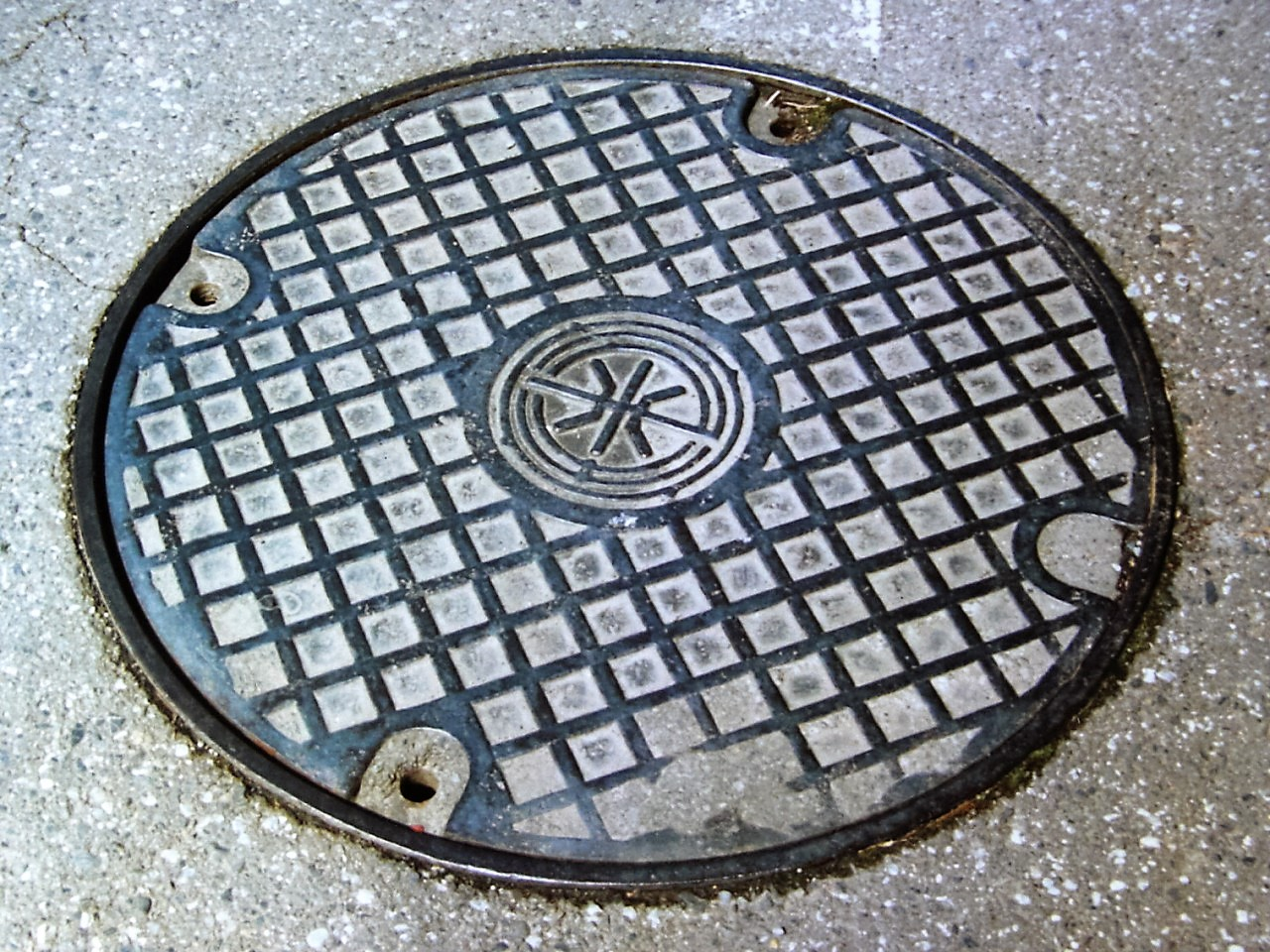
井荻町水道マンホール蓋

井荻町水道（いおぎまちすいどう）とは、豊多摩郡井荻町（現在の杉並区）が経営していた町営水道である。

## 概要
当時の井荻町は鉄道の開通や関東大震災の発生によって中心部からの転入者が増え、急速に宅地化が進んだことで町は計画的な都市整備の必要性を感じていた。また、中心部からの転入者は水道の使用習慣があるため井戸水に抵抗があり、水道敷設がなされていないことで移住に二の足を踏むものも多かった。そのため町長の内田秀五郎を中心として町の今後の発展のために区画整理や駅の誘致、水道施設の敷設などが計画された。1927年（昭和2年）より行われた水道敷設の調査、工事計画の審査が終わり、起債ならびに国府費補助の審査に移ろうとした1929年（昭和4年）7月2日、張作霖爆殺事件を受けて田中義一内閣が総辞職する。次の濱口雄幸内閣は町長の所属政党と反対の政党であったことから認可は絶望的になり、井荻町水道の計画は一時頓挫した。しかし、昭和恐慌で失業者が増加したことで政府が起債の方針を緩和したことや、町長が水道事業は保健衛生上重要な公共事業であるため政党を越えて許可を求めたことから、1930年（昭和5年）10月22日に敷設認可を受け同年12月25日に着工した。1932年（昭和7年）4月には町内の一部地域で給水を開始した。なお、昭和7年度の給水数は40戸であった。
井荻町水道の完成を待たずして同年10月1日に井荻町が東京市に統合されたことで、井荻町水道は東京市水道の一部となった。工事は東京市に引き継がれ、1933年（昭和8年）7月に竣工した。

## 施設
町内の善福寺池に設けた2つの集水井でくみ上げた地下水を、杉並浄水所にて浄水し給水していた。東京市に引き継がれたあとも杉並浄水所は給水を続けていたが、2016年（平成28年）12月28日をもって運用を停止した。